# Saint-Bazile
Saint-Bazile, okzitanisch Sent Basaris, ist eine Gemeinde in Frankreich. Sie gehört zur Region Nouvelle-Aquitaine, zum Département Haute-Vienne, zum Arrondissement Rochechouart und zum Kanton Rochechouart.

## Geografie
Saint-Bazile liegt nördlich der Tardoire, im Krater von Rochechouart-Chassenon, der vor ungefähr 200 Millionen Jahren durch einen Meteoriteneinschlag entstand. Die Gemeinde grenzt im Norden an Vayres, im Osten an Oradour-sur-Vayres, im Südosten an Cussac, im Süden an Saint-Mathieu und im Westen an Chéronnac.

## Geologie
Bei Saint-Bazile befinden sich Merlis-Serpentinite.

## Bevölkerungsentwicklung

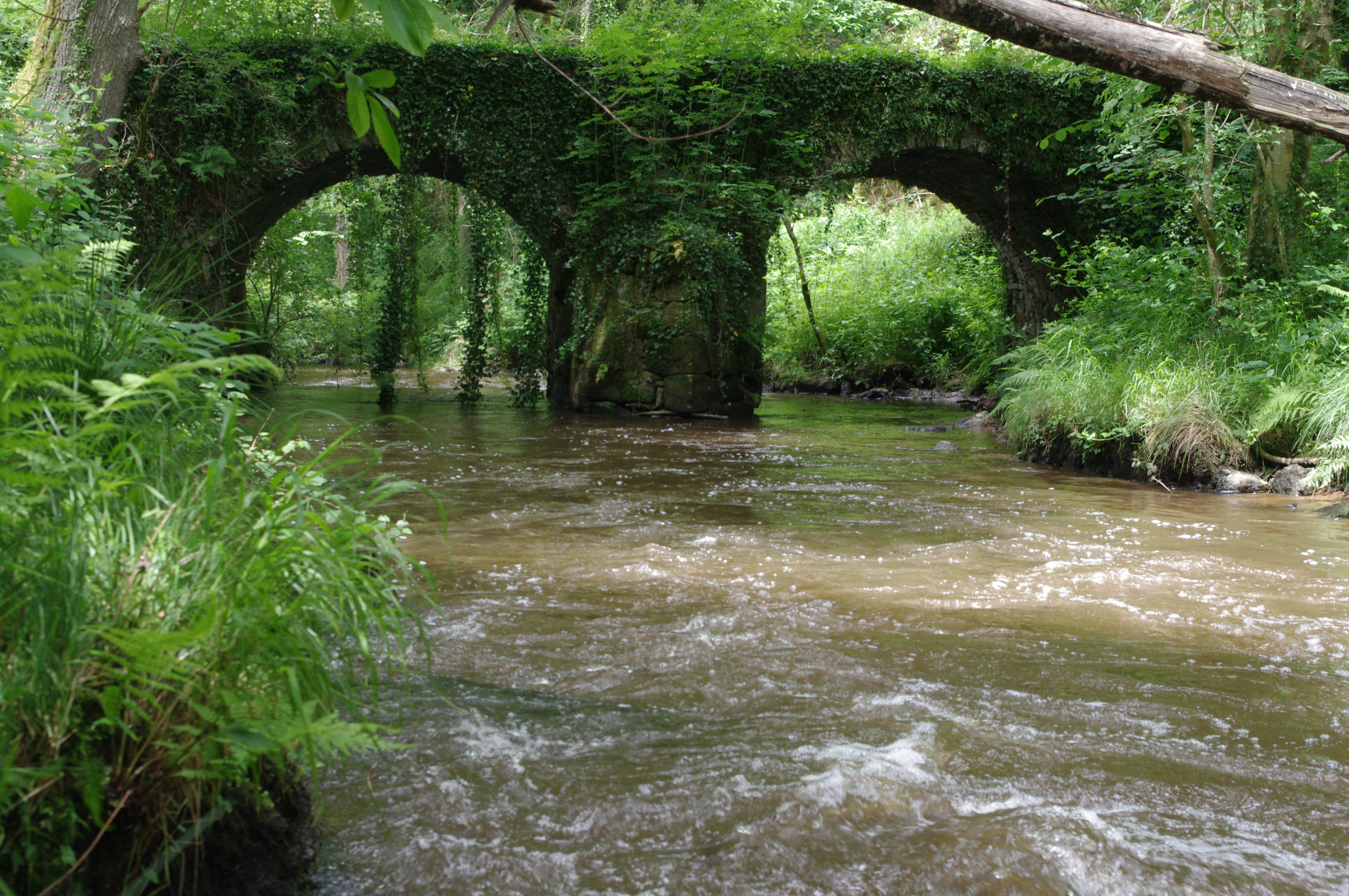
Römische Brücke über die Tardoire, Monument historique

| Jahr      | 1962 | 1968 | 1975 | 1982 | 1990 | 1999 | 2008 | 2013 |
| --------- | ---- | ---- | ---- | ---- | ---- | ---- | ---- | ---- |
| Einwohner | 237  | 241  | 211  | 171  | 147  | 131  | 138  | 134  |